# Summer World University Games 2025/Teilnehmer (Litauen)
| Gelbes Symbol für Goldmedaillen mit stilisierten Olympischen Ringen | Graues Symbol für Silbermedaillen mit stilisierten Olympischen Ringen | Braundes Symbol für Bronzemedaillen mit stilisierten Olympischen Ringen |
| ------------------------------------------------------------------- | --------------------------------------------------------------------- | ----------------------------------------------------------------------- |
| 3                                                                   | —                                                                     | 4                                                                       |

Litauen nahm an den Summer World University Games 2025 vom 16. bis zum 27. Juli mit 56 Athleten (34 Männer und 22 Frauen) teil.

## Medaillen

### Medaillenspiegel
| Rang   | Sportart       | Gold | Silber | Bronze | Gesamt |
| ------ | -------------- | ---- | ------ | ------ | ------ |
| 1      | Rudern         | 2    | –      | 2      | 4      |
| 2      | 3×3-Basketball | 1    | –      | –      | 1      |
| 3      | Basketball     | –    | –      | 1      | 1      |
| 4      | Schwimmen      | –    | –      | 1      | 1      |
| Gesamt | Gesamt         | 3    | 0      | 4      | 7      |

### Medaillengewinner
| Name/n | Sportart       | Wettkampf              |
| --- | -------------- | ---------------------- |
| Gold |                |                        |
| Ugnė Juzėnaitė Kamilė Kralikaitė | Rudern         | Zweier ohne Steuermann |
| Domantas Stankūnas Dovydas Stankūnas | Rudern         | Zweier ohne Steuerfrau |
| Gabrielius Čelka Titas Januševičius Rokas Jocys Augustinas Mikštas | 3×3-Basketball | Männer                 |
| Bronze |                |                        |
| Rokas Jakubauskas Agnė Kubaitytė Justas Kuskevičius Ugnė Šakickaitė | Rudern         | Mixed-Doppelvierer     |
| Arnedas Kelmelis | Rudern         | Einer                  |
| Jokūbas Keblys | Schwimmen      | 50 m Freistil          |
| Gediminas Leščiauskas Dominykas Stenionis Modestas Kancleris Jonas Sirtautas Kristupas Keinys Matas Repšys Mintautas Mockus Matas Mačijauskas Nojus Kulieša Martynas Sabaliauskas Armandas Plintauskas Gytis Nemeikša | Basketball     | Männer                 |

## Teilnehmer nach Sportarten

### Basketball

#### Basketball
| Männer - Gediminas Leščiauskas - Dominykas Stenionis - Modestas Kancleris - Jonas Sirtautas - Kristupas Keinys - Matas Repšys - Mintautas Mockus - Matas Mačijauskas - Nojus Kulieša - Martynas Sabaliauskas - Armandas Plintauskas - Gytis Nemeikša | Frauen - Saulė Mikelionytė - Victorija Matulevičius - Dominyka Paliulytė - Kamilė Žukaitė - Gabrielė Sederevičiūtė - Neda Pliatkutė - Austė Jurevičiūtė - Ugnė Grigaliūnaitė - Elzė Motekaitytė - Justina Miknaitė - Audronė Zdanevičiūtė - Gerda Raulušaitytė |

#### 3×3-Basketball
Männer
- Gabrielius Čelka
- Titas Januševičius
- Rokas Jocys
- Augustinas Mikštas

### Beachvolleyball
| Männer - Danielius Čumakas - Karolis Palubinskas | Frauen - Ariana Rudkovskaja - Skalvė Križanauskaitė |

### Fechten
Frauen
- Aušrinė Šimkutė
- Anna Vergnes

### Judo
| Männer - Tadas Narkus - Matas Norkevičius - Augis Raulušonis - Augustas Šlyteris | Frauen - Aida Vasiliauskaitė - Ugnė Pileckaitė |

### Rudern
| Männer - Arnedas Kelmelis (Einer) - Domantas Stankūnas (Zweier ohne Steuermann) - Dovydas Stankūnas (Zweier ohne Steuermann) - Benas Paunksnis (Doppelzweier) - Saulius Aušbikavičius (Doppelzweier) - Rokas Jakubauskas (Mixed-Doppelvierer) - Justas Kuskevičius (Mixed-Doppelvierer) | Frauen - Ugnė Juzėnaitė (Zweier ohne Steuerfrau, Mixed-Doppelvierer) - Kamilė Kralikaitė (Zweier ohne Steuerfrau) - Agnė Kubaitytė (Mixed-Doppelvierer) |

### Schwimmen
Männer
- Kajus Stankevičius
- Erikas Grigaitis
- Danill Pancerevas
- Jokūbas Keblys

### Turnen

#### Rhythmische Sportgymnastik
Frauen
- Fausta Šostakaitė

### Wasserspringen
Männer
- Sebastian Konecki